# Seznam živalskih glasov
Seznam živalskih glasov v slovenskem jeziku.
Vsak jezik vsebuje izraze za živalske glasove. Večina besed, ki opisujejo te glasove, je onomatopoetskih.
| ime živali | glagol            | onomatopoetski izraz |
| ---------- | ----------------- | -------------------- |
| čebela     | brenčati          | zum-zum              |
| čriček     | cvrčati           | čri-čri              |
| golob      | gruliti           | gru-gru              |
| jelen      | rukati            |                      |
| kača       | sikati            | sss                  |
| kokoš      | kokodakati        | kokodak              |
| konj       | hrzati, rezgetati | i-ha ha              |
| koza       | meketati          | mee                  |
| krava      | mukati            | muu                  |
| kukavica   | kukati            | kuku                 |
| lev        | rjoveti           |                      |
| mačka      | mijavkati, presti | mijav                |
| medved     | brundati          | brunda-gunda         |
| osel       | rigati            | i-a                  |
| ovca       | blejati           | bee                  |
| pes        | lajati, bevskati  | hov hov              |
| petelin    | kikirikati        | kikiriki             |
| ptič       | čivkati           | čiv-čiv              |
| raca       | gagati            | ga-ga                |
| slon       | trobiti           |                      |
| sova       | skovikati         | hu-hu                |
| volk       | tuliti            | auuu                 |
| vrana      | krakati           | kra                  |
| žaba       | regati            | rega, kvak           |